# ミケランジェロ・アバド国際ヴァイオリン・コンクール
ミケランジェロ・アバド国際ヴァイオリン・コンクール（Concorso Internazionale di Violino Michelangelo Abbado）は、イタリア、ミラノで開催される若手ヴァイオリニストのための音楽コンクールである。

## 概要
イタリアのヴァイオリニストで音楽教師、指揮者のクラウディオ・アバドの父でもあるミケランジェロ・アバドの名を冠している。
参加資格は、30歳未満のヴァイオリン奏者であり、国籍は問わない。第1位の賞金は、2500ユーロであった。2016年で閉会。

## 受賞者
- 1983年（第3回）
  - 第1位　久保田巧（日本）
- 1993年　
  - 第1位　植村理葉　（日本）
- 1994年
  - 第1位　鷲見恵理子（日本）
- 1998年
  - 第2位　日下紗矢子（日本）
- 2002年　(第23回)
  - 第2位　鈴木加寿美(日本)
- 2003年（第24回）
  - 第1位　枝並千花(日本)
- 2004年（第25回）
  - 第2位　松井利世子(日本)
- 2005年（第26回）
  - 第1位　なし
  - 第2位　石亀協子（日本）、小林正枝（日本）
  - 第3位　Lylia BEKIROVA （ウズベキスタン）、Lioudmila KHERSONSKAYA （ロシア）、Mario DI NONNO （イタリア）
- 2006年（第27回）
  - 第1位　米元響子（日本）
  - 第2位　Maria AZOVA （ウズベキスタン）
  - 第3位　Andrea TYNIEC （カナダ）
- 2008年（第28回）
  - 第1位　城戸かれん（日本）
  - 第2位　Anna Koryatskaya  (ロシア)、Byun Ye Jin  (韓国)
  - 第3位　富井ちえり  (日本)